# 람지 유세프
람지 아흐메드 유세프(우르두어: رمزی احمد یوسف; 1968년 4월 27일 출생)는 1993년 세계 무역 센터 폭탄 테러와 필리핀 항공 434편 폭탄 테러의 주요 가해자이자 총책임자였던 파키스탄의 유죄 판결을 받은 테러리스트이며, 보진카 계획의 공모자이기도 하다. 1995년, 그는 파키스탄 파키스탄 정보부 (ISI)와 미국 외교보안국에 의해 파키스탄 이슬라마바드의 게스트 하우스에서 인형에 폭탄을 설치하려다가 체포되었고, 이후 미국으로 범죄인 인도되었다.
유세프는 뉴욕 남부지구 연방지방법원에서 두 명의 공모자와 함께 재판을 받았고, 보진카 계획을 계획한 혐의로 유죄 판결을 받았다. 그는 1993년 세계 무역 센터 폭탄 테러와 보진카 계획에 가담한 대가로 가석방 없는 두 번의 종신형과 240년형을 선고받았다.
유세프의 외삼촌은 칼리드 사이크 모하메드이며, 유세프는 그와 함께 보진카 계획을 세운 것으로 알려져 있다. 모하메드는 2001년 9·11 테러의 주요 설계자로 알려진 알카에다의 고위 멤버이다. 유세프는 콜로라도주 플로렌스 (콜로라도주) 근처의 플로렌스 교도소에서 종신형을 복역 중이다. 그는 2021년 말 시어도어 카진스키가 이감되기 전까지 테리 니콜스, 에릭 루돌프, 시어도어 카진스키와 함께 일반적으로 "폭탄 테러범 구역"으로 불리는 감방 구역을 공유했다. 2007년, 람지 유세프는 예수를 발견하고 기독교로 개종했다고 주장했다.

## 어린 시절
"람지 아흐메드 유세프"라는 이름은 가명이다. 유세프의 본명은 압둘 바시트 마흐무드 압둘 카림으로 추정된다. 그는 1968년 4월 27일 파키스탄인 부모님 사이에서 쿠웨이트에서 태어났다.
그의 아버지는 발루치스탄주 출신의 무함마드 압둘 카림으로 여겨진다. 그의 어머니는 칼리드 사이크 모하메드의 누나로 여겨진다.
1986년에 그는 웨일스의 스완지 메트로폴리탄 대학교에 입학하여 전기공학을 공부하고 4년 후에 졸업했다. 그는 또한 영어를 향상시키기 위해 옥스포드 칼리지 오브 파더 에듀케이션에서 공부했다.
유세프는 학업을 마친 후 영국을 떠나 파키스탄으로 돌아갔다. 그는 페샤와르의 테러리스트 훈련 캠프에서 폭탄 제조를 배우기 시작했으며, 1992년 미국으로 건너갔다.

## 1993년 세계 무역 센터 폭탄 테러
세계 무역 센터 폭탄 테러는 1993년 2월 26일 뉴욕 (주) 뉴욕의 세계 무역 센터 (1973년~2001년) 타워 1 아래에서 차량 폭탄이 폭발하여 발생한 테러 공격이다. 1,500 lb (680 kg)의 요소 질산염-수소 가스 강화 장치는 노스 타워 (타워 1)를 사우스 타워 (타워 2)로 무너뜨려 두 타워를 모두 붕괴시키고 수천 명의 사람들을 죽이려 의도되었다. 이 시도는 실패했지만, 민간인 6명이 사망하고 1,042명이 부상당했으며, 이 중 919명은 민간인(구급대원 포함), 88명은 소방관, 35명은 경찰관이었다.
람지 유세프는 폭탄 테러 후 뉴욕 타임스에 편지를 보내 자신의 동기를 밝혔다.
우리는 해방군의 제5대대이며, 언급된 건물에 대한 폭발의 책임을 선언한다. 이 행동은 테러 국가인 이스라엘과 이 지역의 나머지 독재 국가들에 대한 미국의 정치적, 경제적, 군사적 지원에 대한 응답으로 이루어졌다.
우리의 요구는 다음과 같다:
1 – 이스라엘에 대한 모든 군사적, 경제적, 정치적 지원을 중단하라.
2 – 이스라엘과의 모든 외교 관계를 중단하라.
3 – 중동 국가들의 내정에 개입하지 말라.
우리의 요구가 충족되지 않으면, 우리 군의 모든 기능 그룹은 미국 내외의 군사 및 민간 목표물에 대한 임무를 계속 수행할 것이다. 참고로, 우리 군에는 150명 이상의 자살 공격 병사들이 준비되어 있다. 이스라엘이 (미국의 지원을 받아) 자행하는 테러는 유사한 방식으로 맞서야 한다. 일부 국가들이 자국민에게 자행하는 독재와 테러(또한 미국의 지원을 받음)도 테러로 맞서야 한다.
미국인들은 자신들의 사망한 민간인들이 미국 무기와 지원으로 사망하는 사람들보다 나을 것이 없다는 것을 알아야 한다.

미국인들은 정부의 행동에 책임이 있으며, 정부가 다른 사람들에게 저지르는 모든 범죄에 대해 의문을 제기해야 한다. 그렇지 않으면 그들—미국인들—은 그들을 소멸시킬 수 있는 우리 작전의 표적이 될 것이다.

### 미국 도착
1992년 9월 1일, 유세프는 진위가 논란이 되는 이라크 여권을 가지고 미국에 입국했다. 그의 동반자인 아흐메드 아자즈는 여러 이민 서류를 소지하고 있었는데, 그 중에는 조잡하게 위조된 스웨덴 여권도 있었다. 유세프의 입국을 용이하게 하기 위한 연막으로, 아자즈는 이민 공무원들이 그의 수하물에서 폭탄 설명서, 자살 차량 폭탄 테러범의 비디오테이프, 그리고 미국 이민 조사관에게 거짓말하는 방법에 대한 요약본을 발견하자마자 현장에서 체포되었다. 미국 대테러 프로그램 책임자들은 나중에 여행 준비를 이집트 이슬람 무장 설교자인 샤이크 오마르 압델-라만이 파키스탄 전화번호 810604로 걸었던 전화와 연결시켰다.
유세프는 72시간 동안 구금되어 반복적으로 심문을 받았지만, 이민귀화국 구치소는 과밀 상태였다. 유세프는 정치적 망명을 요청했고, 1992년 11월 9일 심리 일정을 받았다. 그는 저지시티 경찰에게 자신이 쿠웨이트에서 태어나고 자란 파키스탄 국적의 압둘 바시트 마흐무드 압둘 카림이며 여권을 분실했다고 말했다. 1992년 12월 31일, 뉴욕 파키스탄 영사관은 압둘 바시트 마흐무드 압둘 카림에게 임시 여권을 발급했다 (SAAG 484 2002).
유세프는 뉴욕과 뉴저지주를 돌아다니며 휴대전화로 압델-라만에게 전화를 걸었다. 1992년 12월 3일부터 12월 27일까지 그는 발루치스탄주의 주요 번호로 회의 전화를 걸었다 (SAAG 484 2002).
아자즈는 1992년 12월 리나 라기 판사가 자료를 공개하라고 명령한 후에도, 뉴욕 연방수사국 (FBI) 사무실에 남아있는 설명서와 테이프를 회수하지 않았다.

### 폭탄 조립
유세프는 모하메드 A. 살라메와 마흐무드 아부할리마의 도움을 받아 저지시티의 팜라포 애비뉴 자택에서 WTC로 운반할 1,500 lb (680 kg)의 요소 질산염-연료유 장치를 조립하기 시작했다. 그는 자동차 사고로 부상을 입었을 때 병원 방에서 화학 물질을 주문했는데, 이 사고는 1992년 말과 1993년 초에 살라메가 일으킨 세 번의 사고 중 하나였다.
1992년 12월 29일, 아자즈는 전화로 암호로 유세프에게 폭탄 설명서의 공개를 따냈다고 말했지만, 그것을 가져가는 것이 그의 "사업"을 위태롭게 할 수 있다고 경고했다. 1992년에 아자즈가 소지했던 책 중 하나에는 FBI가 "기본 규칙"이라고 번역한 단어가 있었다. 나중에 그것은 알카에다, 즉 "기반"을 의미하는 것으로 밝혀졌다.
2002년 CBS 60분 인터뷰에서 공범자인 압둘 라흐만 야신은 유세프가 원래 뉴욕시의 유대인 동네를 폭파하고 싶어했다고 말했다. 야신은 크라운 하이츠, 브루클린과 윌리엄스버그 (브루클린)를 둘러본 후 유세프의 마음이 바뀌었다고 덧붙였다. 야신은 유세프가 파키스탄 페샤와르의 훈련 캠프에서 폭탄 제조 교육을 받았다고 주장했다.

### 폭발과 그 여파
유세프는 라이더 밴을 빌려 1993년 2월 26일 강력한 폭발물을 실었다. 그는 밴 뒤쪽에 네 개의 판지 상자를 넣었는데, 각 상자에는 종이 봉투, 신문, 요소, 질산의 혼합물이 들어 있었고, 그 옆에는 압축 수소가 들어 있는 세 개의 빨간 금속 실린더를 놓았다. 네 개의 큰 나이트로글리세린 용기가 밴 중앙에 실렸고, 각각에는 아틀라스 록마스터 발파 캡이 연결되어 있었다.
밴은 세계 무역 센터 차고로 운전되어 폭발했다. (후속 심문에서 유세프는 조사관들에게 계획이 기초의 구조적 부분을 파괴하고 한 타워를 다른 타워로 무너뜨리는 것이었다고 말했다.) 파키스탄 여권을 사용하여 유세프는 몇 시간 후 미국에서 탈출했다. 그는 이라크와 파키스탄으로 도주한 것으로 믿어진다. 폭탄 테러의 결과로 FBI는 1993년 4월 21일 유세프를 FBI 10대 수배범 목록, 1990년대에 436번째 인물로 추가했다.

## 1993년 베나지르 부토 암살 시도
1993년 2월 파키스탄으로 돌아온 유세프는 숨어 지냈다. 그 해 여름, 그는 시파-에-사하바 파키스탄 조직원들이 시작한 파키스탄 총리 베나지르 부토 암살 계약을 맡았다고 한다. 유세프와 압둘 하킴 무라드가 부토의 거주지 밖에서 경찰에게 제지당하면서 이 계획은 실패했다. 유세프는 폭탄 설치를 중단하기로 결정했고, 장치를 회수하려던 중 폭발했다. 그는 도주하여 수사 기간 동안 숨어 지냈다.

## 1994년 필리핀 항공 434편 폭탄 테러

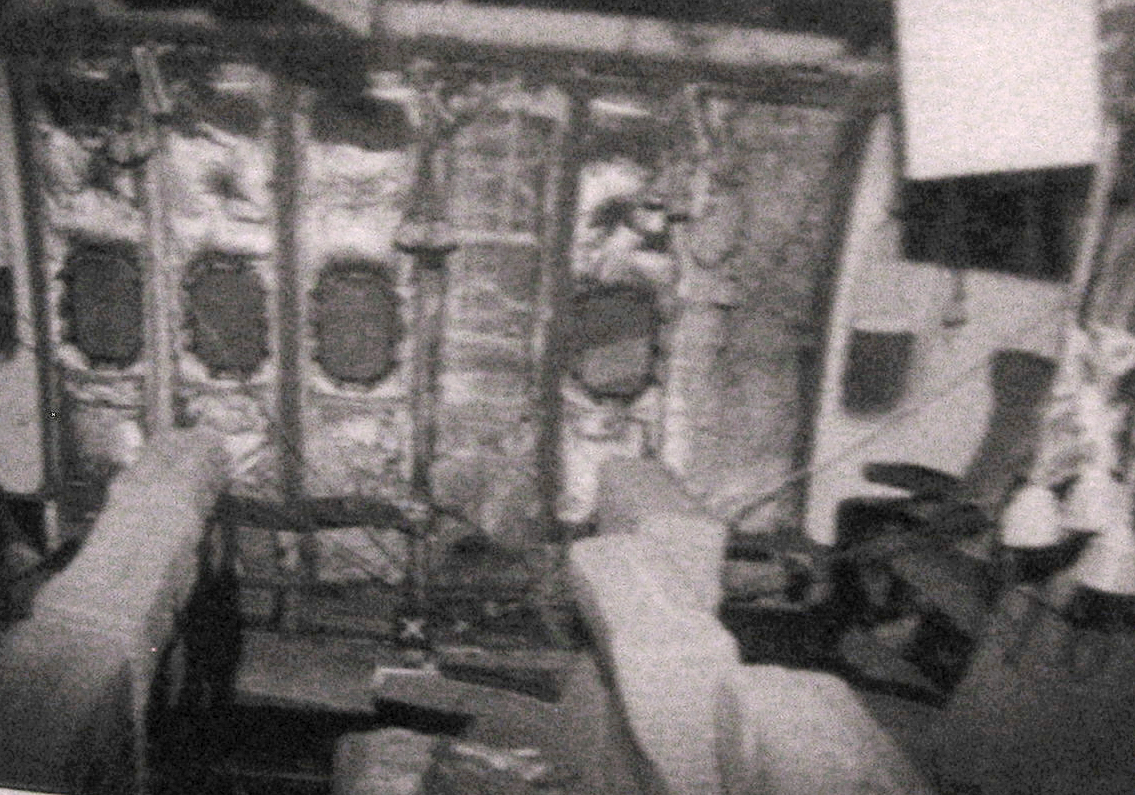
미국 외교보안국 사진으로, 폭탄 테러 후 PAL 434편 내부 손상 상태를 보여준다. 폭발로 인해 좌석 26K 아래 바닥을 통해 중앙 화물칸까지 두드러진 구멍이 뚫렸다.

1994년 12월 11일, 유세프는 마닐라에서 세부 경유 도쿄행 필리핀 항공 434편에 탑승하여 계획의 시운전을 실시했다. 능숙한 위조범인 유세프는 이탈리아 총리 아르날도 포를라니의 이름을 변형하여 아르말도 포를라니라는 신분으로 위조 여권을 만들고, 그 이름으로 마닐라-세부 구간 항공편을 예약했다.
유세프는 화장실에서 폭탄을 조립하고, 4시간 후에 터지도록 타이머를 설정한 다음, 동체 오른쪽 26K 좌석 아래 구명조끼 주머니에 놓았다. 이 구간의 객실 승무원 중 한 명인 마리아 델라크루즈는 유세프가 비행 중 계속 좌석을 바꾸는 것을 알아차렸지만, 세부에서 새로 탑승하는 객실 승무원에게 그의 행동에 대해 경고하지 않았고, 수사관들에게만 이를 밝혔다. 유세프와 다른 25명의 승객은 세부에서 비행기에서 내렸고, 256명의 승객과 새로운 객실 승무원이 도쿄행을 위해 탑승했다. 많은 승객들은 일본인이었고, 일부는 여행 그룹의 일원으로 함께 여행하는 동료였다. 공항 혼잡으로 인해 434편은 세부에서 38분 지연 출발했다. 모든 승객은 오전 8시 30분까지 탑승했고, 폭탄은 약 2시간 전에 설치되었다. PAL 434편은 오전 8시 38분에 이륙 허가를 받았다.
오전 11시 43분, 도쿄에서 약 1시간 30분 거리에 있을 때, 434편이 미나미다이토섬 (오키나와섬 근처, 도쿄 남서쪽 약 2400km) 상공 33,000 피트 (10,000 m)에서 자동 항법으로 순항하는 동안 폭탄이 폭발했다. 이 폭발로 폭탄이 설치된 좌석을 차지하고 있던 24세의 일본인 사업가 이케가미 하루키(池上 春樹)가 사망했다. 이케가미의 앞뒤 좌석에 앉아 있던 10명의 승객도 부상을 입었으며, 한 명은 긴급 의료 처치가 필요했다. 폭발로 인해 객실 바닥의 2제곱피트 (0.2m2) 부분이 화물칸으로 찢겨나갔지만, 비행기 동체는 손상되지 않았다. 폭탄이 설치된 26K 좌석이 중앙 연료 탱크에서 두 줄 떨어져 있어 비행기는 치명적인 화재 폭발을 피할 수 있었다. 폭탄에서 나오는 에너지의 급격한 팽창으로 인해 비행기가 약간 수직으로 확장되어 조종 및 보조 날개 제어 케이블이 손상되었다. 폭탄의 방향으로 인해 에너지가 대부분 이케가미에게 흡수되어 그는 사망했지만, 다른 승객과 비행기는 치명적인 손상을 입지 않았다.
조종실 승무원들은 엔진의 스로틀 설정을 변경하여 비행기의 속도와 방향을 조작하는 방법을 즉흥적으로 사용했다. 에두아르도 레예스 기장은 오키나와의 나하 공항에 비상 착륙하여 272명의 승객과 20명의 승무원을 구했다. 일본 법에 따라 항공기는 범죄 현장이 되었고, 폭발 구역 안팎에서 발견된 폭탄 파편과 이케가미의 유해는 조사관들을 마닐라로 다시 이끌어내는 단서를 제공했다.

### 경찰의 발견
유세프는 마닐라로 돌아와 각각 더 많은 폭발물이 들어 있는 최소 12개의 폭탄을 준비하기 시작했다. 계획된 공격 몇 주 전, 그의 마닐라 아파트에서 화재가 발생하여 그는 모든 것을 뒤로 한 채 방을 떠나야 했다. 화재는 아파트 직원들에게 의심을 사게 했고, 곧 아이다 파리스칼이 이끄는 경찰이 아파트를 급습하여 음모를 밝혀냈다. 필리핀 국가 경찰이 마닐라의 다른 아파트를 급습하여 압둘 무라드, 칼리드 사이크 모하메드, 그리고 유세프가 CIA 본부로 비행기를 충돌시키려는 계획을 세웠다는 관련 증거를 발견했다. 이 정보는 연방항공국에 전달되었고, 연방항공국은 개별 항공사에 경고를 보냈다.

## 보진카 계획
1994년 이맘 레자 성지 폭탄 테러 폭발 후, 유세프는 곧 보진카 계획을 세우기 시작했다. 여기에는 교황 요한 바오로 2세가 필리핀을 방문하는 동안 암살하고, 방콕에서 출발하는 여러 유나이티드 항공과 델타 항공 항공편 내부에 폭탄을 설치할 계획이 포함되어 있었다. 이 계획에서 그는 외삼촌인 칼리드 사이크 모하메드와 협력했다고 알려져 있다.

## 1995년 미국 항공기 폭탄 테러 시도
국제 수배에도 불구하고 유세프는 마닐라에서 파키스탄으로 탈출했다. 1995년 1월 31일, 그는 파키스탄에서 태국으로 날아가 남아프리카 공화국 동료인 이스타이크 파커를 만났다. 유세프는 파커에게 폭탄으로 가득 찬 두 개의 여행 가방을 확인하도록 지시했는데, 하나는 델타 항공 항공편에, 다른 하나는 유나이티드 항공 항공편에 실을 예정이었다. 두 폭탄은 모두 미국 인구 밀집 지역 상공에서 폭발하도록 설정되어 있었다. 파커는 그 날 대부분을 공항에서 보냈지만, 여행 가방을 들고 항공사에 접근하는 것을 너무 무서워했다고 알려졌다. 결국 파커는 유세프의 호텔로 돌아와 항공사 화물 담당 직원들이 여권과 지문을 요구하여 계획을 진행하기에 너무 위험하다고 거짓말했다.
유세프는 폭탄을 미국행 비행기에 싣고 싶어 외교특권이 있는 카타르의 친구에게 전화를 걸어 가방을 런던으로 가져가 미국행 비행기에 실어달라고 부탁했다. 이 계획은 비행 중 폭발하여 비행기를 파괴하는 것이었다. 유세프는 친구의 외교특권을 이용하여 가방이 비행기에 실릴 수 있도록 할 계획이었다. 사이먼 리브의 책 더 뉴 재칼에 따르면, 이 친구의 이름은 공개되지 않았지만, 그의 아버지는 카타르의 고위 정치인이자 주요 기득권층 인사라고 한다(당시 유세프의 외삼촌인 칼리드 사이크 모하메드는 카타르 내각 관리의 손님으로 카타르에 살고 있었다). 그러나 문제가 발생하여 가방이 체크인되지 않았다. 유세프와 파커는 1995년 2월 2일에 파키스탄으로 돌아갔다.

## 체포, 유죄 판결 및 수감 생활

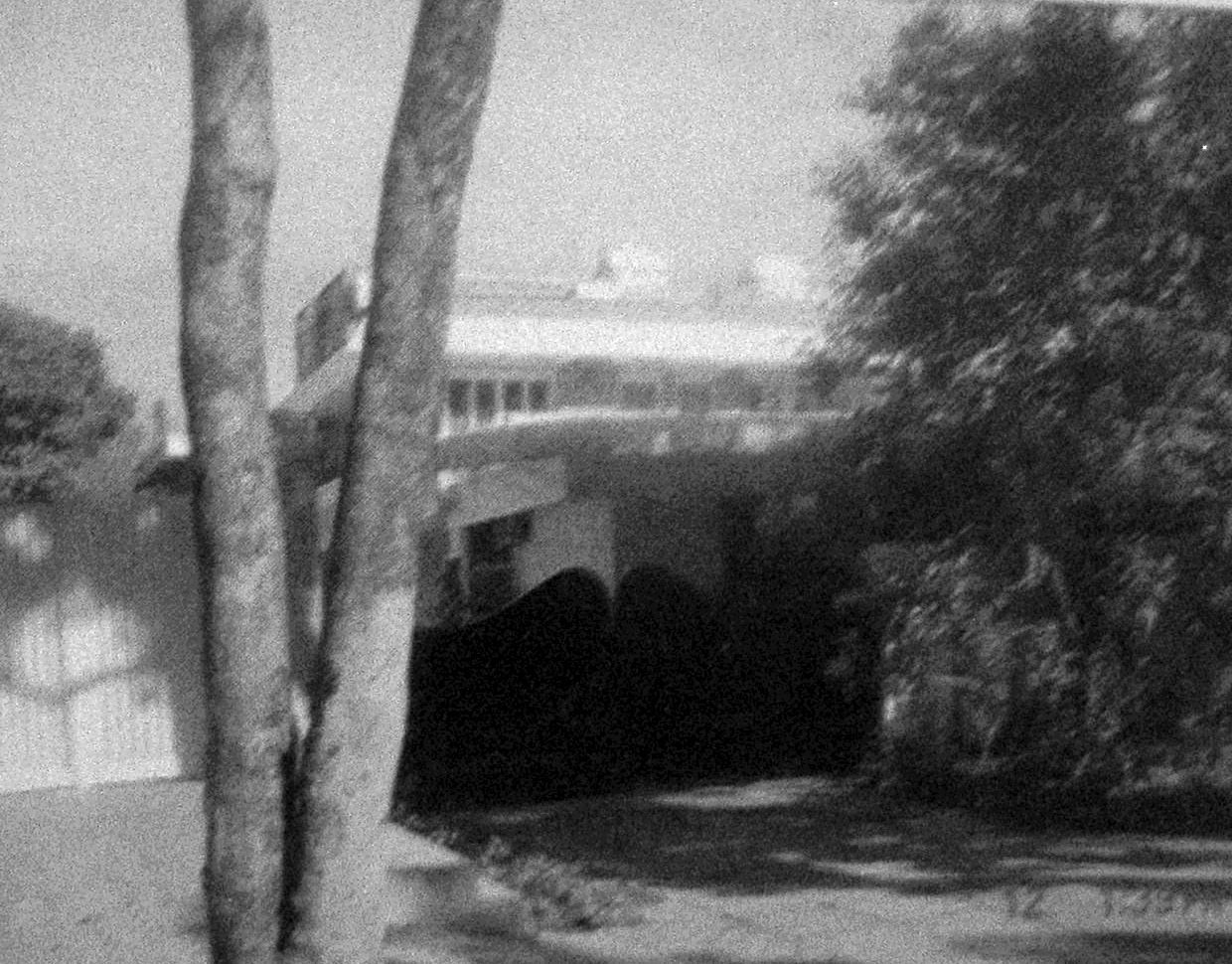
유세프가 체포된 집

이스타이크 파커의 제보에 따라, 1995년 2월 7일, 파키스탄 파키스탄 정보부 (ISI) 요원과 미국 외교보안국 특수 요원들이 이슬라마바드의 수-카사 게스트 하우스 16호실을 급습하여 유세프가 페샤와르로 이동하기 전에 그를 체포했다. 파커는 유세프 체포로 이어진 정보에 대해 정의 보상 프로그램에 따라 2백만 달러를 받았다. 급습 당시 요원들은 델타 항공과 유나이티드 항공 항공편 일정과 어린이 장난감 안에 들어있는 폭탄 부품을 발견했다. 유세프의 손가락에는 화학적 화상이 있었다. 유세프는 뉴욕시의 메트로폴리탄 교정 센터, 뉴욕의 연방 교도소로 보내져 재판이 진행될 때까지 구금되었다.
1996년 9월 5일, 유세프와 두 명의 공범은 보진카 계획에서의 역할로 유죄 판결을 받았고, 미국 지방법원 판사 케빈 더피에 의해 가석방 없는 종신형을 선고받았다.
1997년 11월 12일, 유세프는 1993년 폭탄 테러의 총책임자로 유죄 판결을 받았고, 1998년 1월 8일, 더피 판사는 유세프가 세계 무역 센터 폭파를 위한 "선동적 음모"를 꾸민 혐의로 유죄를 인정하고, 두 폭탄 테러에 대해 종신형과 240년형을 선고했다. 그는 또한 유세프의 전체 형량을 독방 감금으로 복역할 것을 권고했다.
1998년 재판 중 유세프는 다음과 같이 말했다.
당신들은 정부의 정책을 바꾸기 위해 집단 처벌과 무고한 사람들을 죽이는 것에 대해 계속 말합니다. 누군가 무고한 사람이나 민간인을 죽여 정부의 정책을 바꾸게 하는 것을 테러라고 부릅니다. 글쎄요, 당신들이 이 테러를 처음 발명했습니다.
당신들은 무고한 사람들을 처음으로 죽였고, 일본에서 수만 명의 여성과 어린이를 죽인 원자폭탄을 투하했을 때, 그리고 도쿄에서 화재 폭탄으로 10만 명 이상의 사람들을, 대부분 민간인들을 죽였을 때, 당신들은 이 인류 역사에 이러한 종류의 테러를 처음으로 도입했습니다. 당신들은 그들을 불태워 죽였습니다. 그리고 당신들은 베트남에서 소위 오렌지 작전과 같은 화학물질로 민간인들을 죽였습니다. 당신들은 병사가 아닌 민간인들과 무고한 사람들을 당신들이 치른 모든 전쟁에서 죽였습니다. 당신들은 이번 세기에 다른 어떤 나라보다 더 많은 전쟁을 치렀고, 이제 와서 무고한 사람들을 죽이는 것에 대해 말할 배짱이 있습니까.
그리고 이제 당신들은 무고한 사람들을 죽이는 새로운 방법을 발명했습니다. 당신들은 소위 경제 봉쇄라는 것을 가지고 있는데, 이는 어린이와 노인 외에는 아무도 죽이지 않으며, 이라크 외에도 35년 넘게 쿠바와 다른 나라들에 경제 봉쇄를 가하고 있습니다. ... 정부는 요약 진술과 개시 진술에서 제가 테러리스트라고 말했습니다. 예, 저는 테러리스트이며 그것을 자랑스럽게 생각합니다. 그리고 저는 미국 정부와 이스라엘에 반대하는 한 테러리즘을 지지합니다. 왜냐하면 당신들은 테러리스트 이상이며, 당신들은 테러리즘을 발명하고 매일 사용하고 있기 때문입니다. 당신들은 거짓말쟁이, 도살자, 위선자입니다.
더피는 다음과 같이 응답했다.
람지 유세프, 당신은 이슬람 무장주의자라고 주장한다. 세계 무역 센터 폭탄으로 죽거나 어떤 식으로든 피해를 입은 모든 사람들 중에서, 당신이나 당신의 대의에 반대했던 사람을 한 명도 지목할 수 없다. 당신은 시신과 다친 사람들을 남기는 한 상관하지 않았다.
람지 유세프, 당신은 이슬람을 옹호하기에 적합하지 않다. 당신의 신은 죽음이다. 당신의 신은 알라가 아니다 ...
당신은 개종을 추구하지 않았다. 당신이 원했던 유일한 것은 죽음을 초래하는 것이었다. 당신의 신은 알라가 아니다. 당신은 죽음과 파괴를 숭배한다. 당신이 하는 일은 알라를 위한 것이 아니다. 당신은 단지 뒤틀린 자아감을 만족시키기 위해 그것을 한다.
당신은 자신이 군인이라고 다른 사람들에게 믿게 하겠지만, 당신이 여기에서 유죄 판결을 받은 문명에 대한 공격은 완전히 무고한 사람들을 죽이고 불구로 만들려고 했던 기습 공격이었다 ...

당신, 람지 유세프는 이슬람 근본주의자로 위장하여 이 나라에 왔지만, 이슬람이나 무슬림의 신앙에 대해서는 거의 또는 전혀 신경 쓰지 않았다. 오히려 당신은 알라를 숭배한 것이 아니라, 당신 자신이 되어버린 악을 숭배했다. 그리고 악의 사도로서 당신은 매우 효과적이었다고 말해야겠다.
유세프는 콜로라도주 프레몬트군 (콜로라도주) 플로렌스 (콜로라도주)에 위치한 삼엄한 경비의 수퍼맥스 교도소인 플로렌스 교도소에 수감되어 있다. 람지 유세프가 파키스탄에서 체포될 때 착용했던 수갑은 워싱턴 D.C.의 FBI 박물관에 전시되어 있다. 그의 연방 죄수 번호는 03911–000이다.

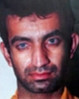
체포 후 유세프

## 오사마 빈 라덴과의 관계
1997년, 오사마 빈 라덴은 인터뷰에서 유세프를 모른다고 말했지만, 2001년 9월 11일 테러의 총책이자 유세프의 외삼촌인 칼리드 사이크 모하메드는 안다고 주장했다. 9/11 위원회에 따르면, 칼리드 사이크 모하메드는 심문 중 "유세프는 알카에다 회원이 아니었고, 유세프는 빈 라덴을 만난 적이 없다"고 말했다. 그러나 일부 저자들은 유세프와 빈 라덴 사이에 더 강력한 연관성이 있다고 지적했다.

## 대중 문화에서
- 캐나다 배우이자 코미디언인 샘 칼릴리(Sam Kalilieh)는 캐나다 TV 시리즈 항공사고수사대 시즌 3: 에피소드 5 (2005) "기내 폭탄"에서 람지 유세프 역을 연기했다.[41]

## 같이 보기
- 리처드 A. 클라크